# Kovács Brigitta
Kovács Brigitta (Heves, 1952. január 6. –) magyar színésznő, énekművész (szoprán), tanár.

## Életpálya
1952. január 6-án született Hevesen. A Liszt Ferenc Zeneakadémia opera tanszakán énekművészként és tanárként diplomázott 1979-ben. Attól az évtől a Fővárosi Operettszínház primadonnája volt. 1977-ben megnyerte a Nemzetközi Dvořák énekversenyt Karlovy Vary-ban. 1981-ben, az Athénban megrendezett Maria Callas énekversenyen III. helyezett lett. Az Erkel-Kodály Nemzetközi énekversenyen, 1983-ban II. díjat nyert. Részt vett a Fővárosi Operettszínház külföldi turnéin, vendégfellépésein.
1991-től szabadfoglalkozású művésznő. Szerepelt többek között a Békéscsabai Jókai Színházban, a Szegedi Nemzeti Színházban, a Turay Ida Színházban és a Váci Dunakanyar Színházban is. Tanára és igazgatója volt a Bartók Béla Zeneművészeti Szakközépiskolának. Hangképzést tanított, illetve tanít a Budapesti Operettszínház Stúdiójában (Pesti Broadway Stúdió), a Vasutas Zene és Képzőművészeti Iskolában, valamint a Nemzeti Énekkarban is.

## Fontosabb színházi szerepei
- Kacsóh Pongrác: János vitéz...Francia királykisasszony
- Jacobi Viktor: Leányvásár..Lucy
- Jacobi Viktor: Sybill...Szobalány
- Lehár Ferenc: A víg özvegy...Hanna
- Lehár Ferenc: Cigányszerelem...Kőrösházy Ilona; Zórika
- Lehár Ferenc: A mosoly országa...Liza
- Ábrahám Pál: Bál a Savoyban...Madelaine
- Kálmán Imre: Marica grófnő...Marica grófnő; Manja (cigányasszony); Bozsena néni; Cecília (Marica nagynénje)
- Kálmán Imre: Csárdáskirálynő...Szilvia
- Kálmán Imre: Cirkuszhercegnő...Carla Schlumberger
- Johann Strauss: A denevér...Rosalinda
- Domenico Cimarosa: A titkos házasság...Lisetta
- Franz von Suppé: Boccaccio...Peronella
- Huszka Jenő: Lili bárónő...Illésházy Krisztina grófnő
- Behár György: Toledói szerelmesek...Melibea

## Filmek, tv
- A cornevillei harangok (Zenés TV Színház) (1982)...Germaine – énekhangja
- Illúzió a szerelem (TV-műsor) (1983)
- Űrgammák (1995) - Xénia

## Hanglemezek
- Antonio Soler: Miserere (12 szoprán szóló)
- Jacobi Viktor: Illúzió a szerelem
- Operetthajó
- Antonio Vivaldi: Magnificat (szopránszóló)